# ماجد أبو شرار
ماجد أبو شرار هو مُناضل وقيادي فلسطيني وُلد في دورا بالقرب من الخليل عام 1936 واغتيل في التاسع من تشرين الأول/أكتوبر 1981 في روما بعد تفجيرِ غرفته في أحد فنادق المدينة على يدِ عملاء الموساد.

## الحياة المُبكّرة
وُلد ماجد في دورا قضاء الخليل عام 1936 وترعرعَ هناك ثم انتقل ليدرسَ المراحل الابتدائية والإعدادية في غزة حيث انضم والده لجيش الجهاد المقدس في الأربعينيات، ثم التحقَ فيما بعد بجامعة الاسكندرية ونال منها شهادةً في الحقوق عام 1958.

## المسيرة المهنيّة
بدأَ ماجد أبو شرار مسيرته المهنيّة كمعلمٍ في مدرسة قضاء الكرك ثم أصبح مديرًا لها. التحقَ بحركة فتح عام 1962 إلى جانب عددٍ من القادة الذين كانوا في السعودية وعلى رأسهم عبد الفتاح الحمود وسعيد المزين وغيرهم. بحلول عام 1968؛ تفرَّغ ماجد للعمل في جهاز الإعلام التابع للحركة مع كمال عدوان كما تولى رئاسة تحرير صحيفة فتح اليومية، ودعم تأسيس مدرسة الكوادر الثورية في قوات العاصفة عام 1969. شَغِل موقع مسؤول الإعلام المركزي، ورئيس دائرة الإعلام المركزي ثم الإعلام الموحد. أصبحَ بعد عملية الفردان عضوًا في المجلس الوطني الفلسطيني.
في الفترة ما بين 1973 و1978 تولى ماجد مهام مفوض سياسي عام لفتح وكان من بينِ الكوادر الثورية؛ حيث رسم خط سير الأهداف لحركة فتح وجهز الفدائيين الذين خاضوا معارك في عددٍ من المدن.
اختِير أمينًا لسرِّ المجلس الثوري في المؤتمر الثالث لحركة فتح كما تم انتخابه في المؤتمر الرابع عام 1980 ليكون عضوًا في اللجنة المركزية، كذلك كان عضوًا في الاتحاد العام للكتاب والصحفيين الفلسطينيين منذ عام 1972. بالإضافةِ إلى نشاطه السياسي؛ كانَ ماجدُ قاصًا وأديبًا حيث صدرت له مجموعة قصصية باسم «الخُبْزِ المُرّ» كما كان يكتبُ زاوية ساخرة بعنوان «جدًا» بصحيفة فتح.

## تيار اليسار الديمقراطي
أُعتبر ماجد أبو شرار أحد أبرز قياديي تيار اليسار الديمقراطي الذي ضم ناجي علوش، ومنير شفيق، حنا ميخائيل، ومرعي عبد الرحمن (أبو فارس)، وأبو نائل (عبد الفتاح القلقيلي)، نمر صالح، وأبو حاتم (محمد أبو ميزر) وأبو خالد الصين، وقدري (سميح أبو كويك) وأبو خالد العملة وإلياس شوفاني وغيرهم. نَتج عن هذا التيار تنظيمات وتشكيلات منها الكتيبة الطلابية.
وقفَ إلى جانبِ البرنامج المرحلي بشرط عدم الصلح أو الاعتراف أو التفاوض مع إسرائيل، واتخذ موقفًا نقديًا من السياسة العامَّة للحركة. وقد أجرى مراجعة نقدية لموقفه السابق بخصوص البرنامج المرحلي، قبيل المؤتمر الرابع لحركة فتح عام 1980 في سياق محاولته رص صفوف هذا التيار وقيادته في تلك المعركة. وقد نجح ماجد في تلك المعركة، حيث أنتخب عضوا في اللجنة المركزية لحركة فتح، كما وصل عدد من رموز التيار إلى عضوية المجلس الثوري للحركة.

## الاغتيال

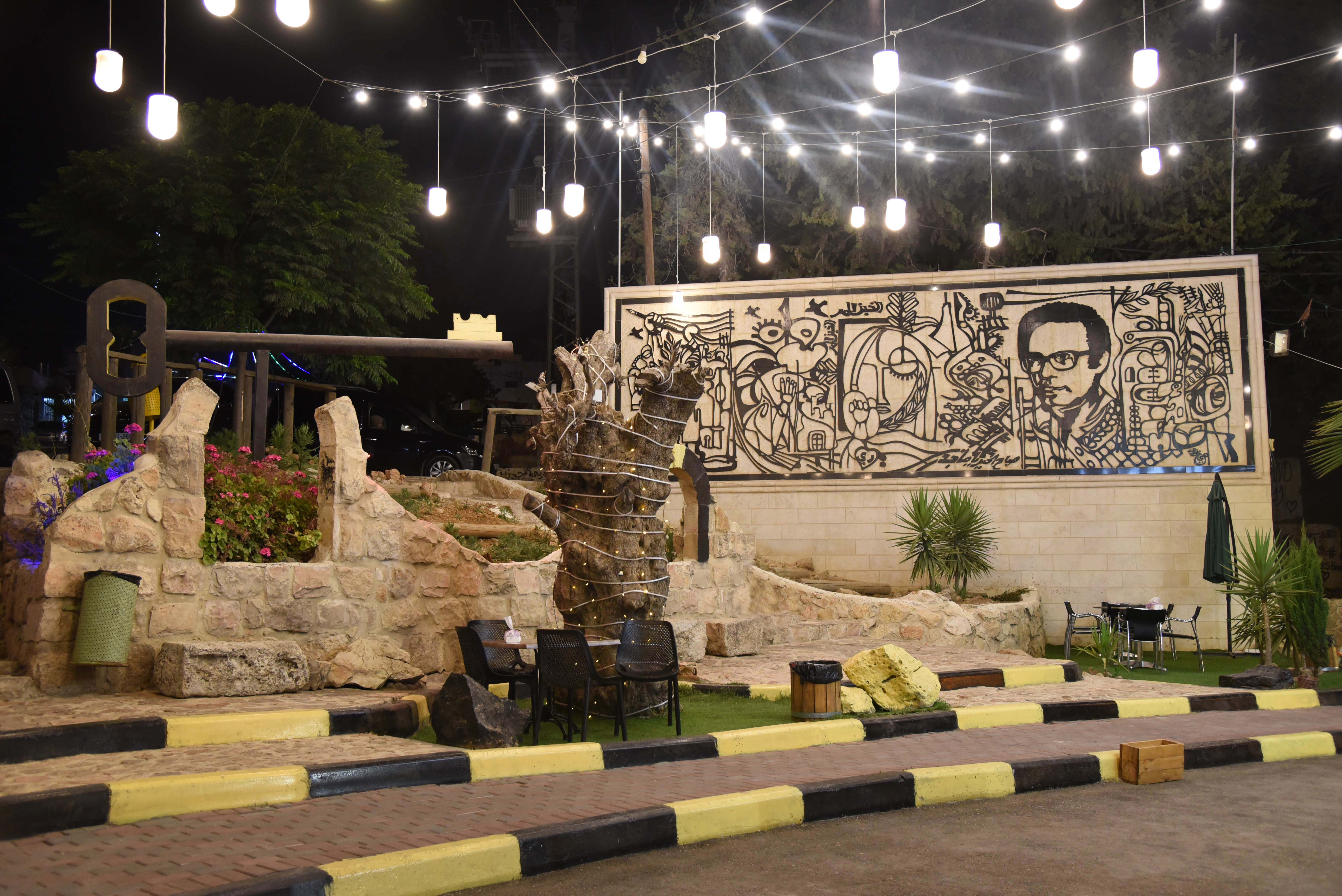
جدارية ماجد أبو شرار في دورا

خلال فعاليات مؤتمر التضامن مع الشعب الفلسطيني والذي حضره روجيه غارودي وفانيسا رديغريف والمطران هيلاريون كابوتشي في روما في التاسع من تشرين الأول/أكتوبر 1981؛ قُتل ماجد أبو شرار إثر انفجارٍ في غرفته في فندق فلورا بسبب قنابل زرعها عملاء الموساد. دُفن ماجد في مقابر الشهداء في بيروت. رثاه الشاعر محمود درويش في ديوان «في حضرة الغياب»، كما افتُتحت مؤسسة ماجد أبو شرار الإعلامية تخليدًا لاسمه وهي منظمة تعمل من أجلِ تمكين الشباب في المخيمات والتجمعات الفلسطينية في لبنان.
في عام 2012، أنجز الفنان التشكيلي الفلسطيني يوسف كتلو لوحة جدارية بطول عشرة أمتار وعرض ثلاثة أمتار استوحى فيها شخصية ماجد أبو شرار ورموز وطنية، ووُضعت عند مدخل ملعب دورا الدولي.